# Nyzhankovychi

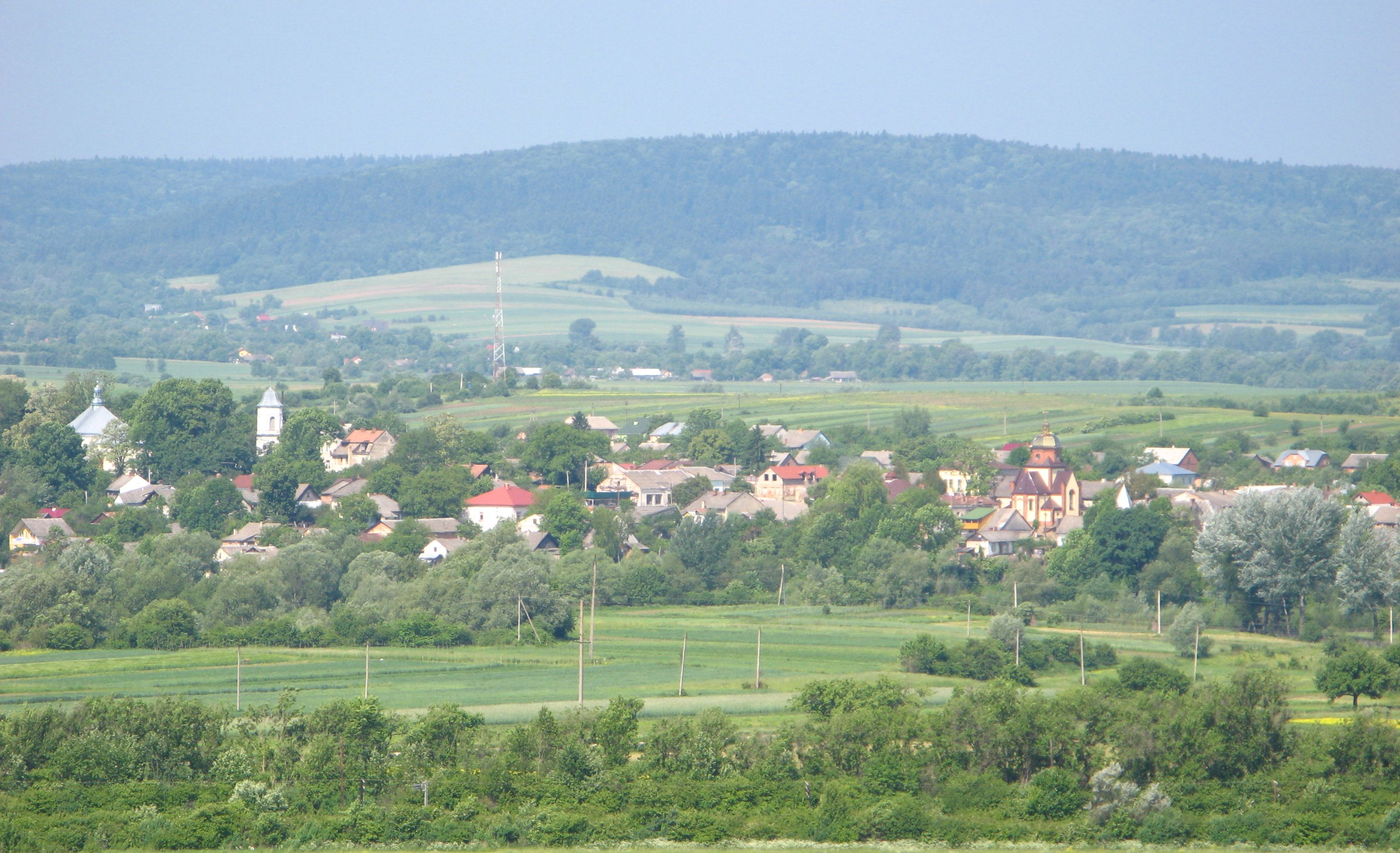

Nyzhankovychi (em ucraniano:  Нижанковичі, em polonês/polaco:  Niżankowice) é um assentamento do tipo urbano em Staryi Sambir Raion de Lviv Oblast na Ucrânia. Ele está localizado na margem esquerda do Wiar, um afluente direito do San na bacia de drenagem do Vístula, diretamente na fronteira com a Polônia. População: 1,500 (2025 est. ) 

## Economia

### Transporte
A estação ferroviária Nyzhankovychi fica na linha férrea que liga Khyriv e Przemyśl, esta é a última estação na Ucrânia. Há tráfego de passageiros pouco frequente na direção de Khyriv; não há tráfego de passageiros para a Polónia. Até 1994, o trecho entre Nyzhankovychi e Khtriv tinha bitola dupla, o que, em princípio, permitia que os trens cruzassem para a Polônia. Após a reconstrução de 1994, resta apenas a bitola ucraniana (1520 mm). 
O assentamento tem acesso rodoviário para Khyriv e de lá para Sambir e Lviv. As estradas não cruzam para a Polônia ao redor de Nyzhankovychi.